# Alexander von Minutoli
Alexander Friedrich Wilhelm Freiherr von Minutoli (* 26. Dezember 1806 in Berlin; † 17. Dezember 1887 auf Friedersdorf am Queis) war ein deutscher Jurist, Volkswirtschaftler, Künstler, Kunstsammler und früher Fotograf (Daguerreotypist). Er gründete 1844 das erste Kunstgewerbemuseum.

## Leben

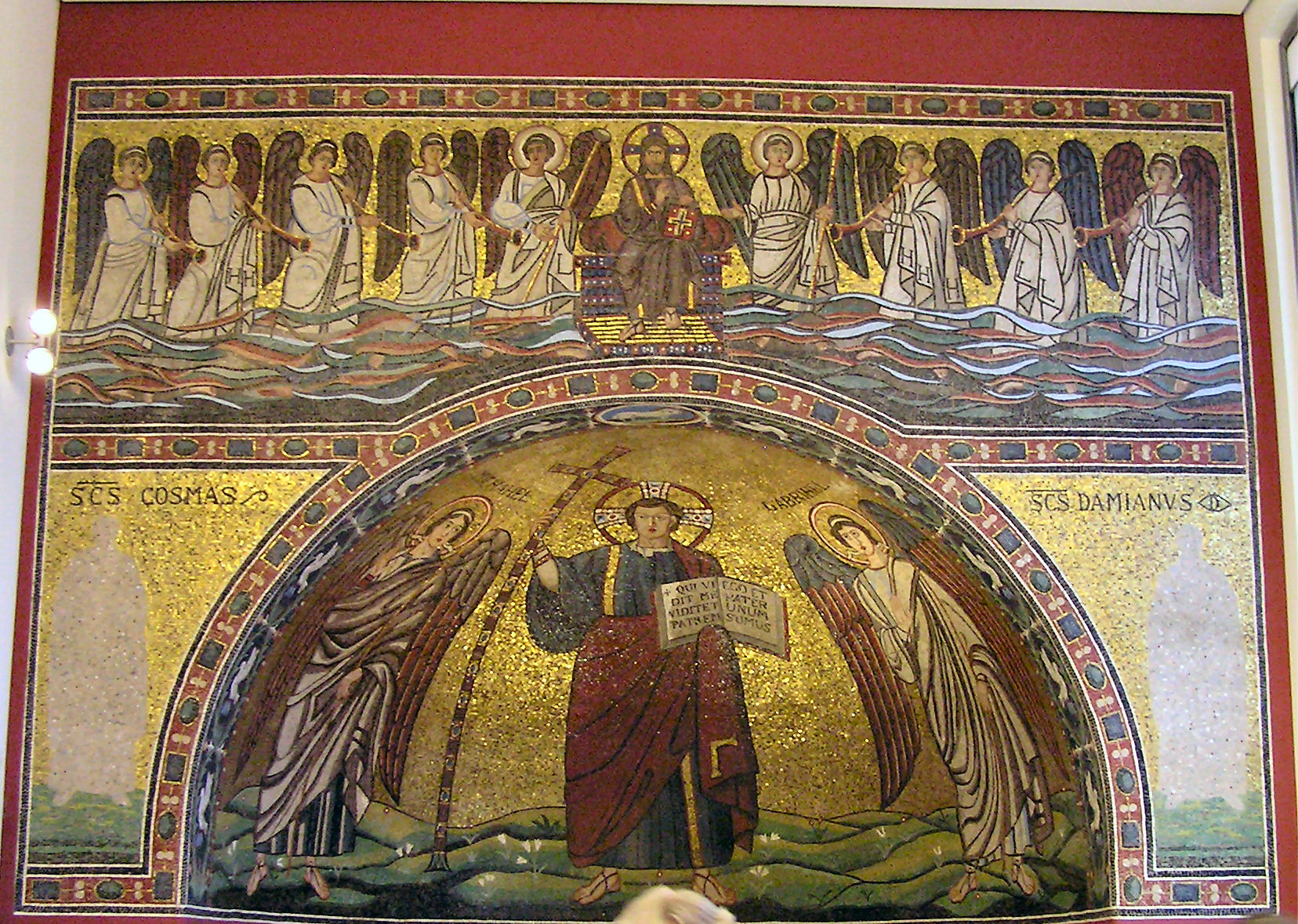
Apsismosaik, 545; gestiftet

Alexander von Minutoli studierte Jura, Nationalökonomie und Archäologie. Der Architekturzeichner schrieb seine Prüfungsarbeit über Denkmäler mittelalterlicher Kunst in den Brandenburgischen Marken. 1839 wurde er Gewerbedezernent in Liegnitz. Er erwarb 1843 das Apsis-Mosaik von 545 n. Chr. aus der profanierten Kirche San Michele in Africisco in Ravenna für den preußischen König Friedrich Wilhelm IV. Das Mosaik ist heute eine der Hauptattraktionen im Museum für Byzantinische Kunst in Berlin. Dieser König hatte Alexander von Minutoli den Generalauftrag zur Aufhilfe der nicht mehr konkurrenzfähigen schlesischen Industrie gegeben.
Ab April 1844 öffnete Minutoli seine Liegnitzer Wohnung in der Goldberger Straße 33 an Sonntagen zu regelmäßigen Zeiten zur Besichtigung der „Ausstellung einer Vorbildersammlung für Handwerker und Gewerbetreibende“ – eine gewerbetechnologische Sammlung im ersten Kunstgewerbemuseum. Es präsentierte vorbildhafte Objekte aus früherer Zeit, als Kunst und Handwerk noch eine Einheit bildeten. Viele Objekte stammten aus dem Familienbesitz. Nach Reisen bis nach Sizilien zum Erwerb weiterer Vorbilder wurde die Wohnung zu klein. Friedrich Wilhelm IV. erlaubte 1845, die Sammlungen von Glas, Keramik, Metall, Skulpturen, Möbeln und Textilien in zehn Räumen des Liegnitzer Schlosses aufzustellen. Schon 1855 war es eine Sammlung für 90 Handwerksberufe. Zur Verbreitung der Vorbilder wurde Minutoli zum Fotografen. Er legte mit Unterstützung seines Vaters eine Sammlung von 1000 Daguerreschen Platten an. Neben seiner amtlichen Tätigkeit als Regierungs-Rat daguerrotypierte er von 1840 bis 1853 auf Glasplatten. 1845 schickte er einige Daguerreotypien seiner Sammlungsobjekte an König Friedrich Wilhelm IV. von Preußen. Minutoli arbeitete zeitweise mit Wanderfotografen, 1848 mit Louis Birk aus Hirschberg und 1852 mit Eduard Peters aus Berlin. Ab 1854 ließ er Papierabzüge der Daguerreotypien herstellen, die in Heften zu je sechs Blatt an Handwerker und Fabrikanten verkauft wurden. An einem Großauftrag der preußischen Regierung für die Lieferung einer Vorbilder-Sammlung von je 150 – von Kunsthistorikern ausgewählten – Papierabzügen für 6 Kunstschulen arbeitete der begabte Ludwig Belitski (1830–1902) mit. Da Belitski kurze Zeit später Liegnitz verließ, war er nicht an dem folgenden 800 verschiedenen Papierabzügen der 90 Unterabteilungen der Sammlung Minutoli beteiligt.
1858 fand von Juni bis Anfang Dezember eine große Ausstellung von 28.000 Objekten der Sammlung Minutoli in 18 Räumen des Liegnitzer Schlosses statt, zu der Interessenten aus ganz Europa, von Spanien bis Russland, anreisten. Minutolis Konzept war das Vorbild für das South-Kensington-Museum in London, später auch für das entsprechende Museum in Wien.
Nachdem Minutoli den Woldeckschen Pecuniarfideicomiss geerbt hatte, erwarb er 1862 das Schloss in Friedersdorf am Queis. Am 1. Juli 1866 erlaubte König Wilhelm I. von Preußen, dass Alexander und sein Neffe Arthur sich Freiherr von Minutoli-Woldeck nennen durften. Erst 1869 konnte Alexander große Teile seiner Sammlung an den preußischen Staat verkaufen. Zusammen mit den Objekten aus der Kunstkammer, die schon zwischen 1858 und 1862 aus der königlichen Schatulle erworbenen worden waren, bildeten 7200 Objekte aus der Sammlung Minutoli den Kern des späteren Berliner Kunstgewerbemuseums (Inventarnummern: M…). Die Zahl der übrigen Objekte war auch nach Versteigerungen noch so groß, dass Minutoli oberhalb von Schloss Friedersdorf den Woldeck-Turm erbaute und die Neidburg errichten ließ. Einige der Gemälde, die aus der umfangreichen Gemäldesammlung des Vaters stammten, befinden sich heute in der Berliner Gemäldegalerie.

## Familie
Sein Vater war der Altertumsforscher, Ägyptenreisende und Erzieher des Prinzen Carl von Preußen, Generalleutnant Johann Heinrich Freiherr Menu von Minutoli (1772–1846), der ältere Bruder war der Berliner Polizeipräsident Julius von Minutoli (1804–1860), der auch Generalkonsul für Spanien und Portugal sowie Ministerresident in Persien war.
Seine Tochter Anna heiratete zuerst ihren Vetter Arthur von Minutoli-Woldeck, den Sohn von Onkel Julius. Sieben Jahre nach dem Tod Alexanders am 17. Dezember 1887 heiratete die verwitwete Anna von Minutoli den Afrikaforscher Joachim Graf von Pfeil und Klein Ellguth, der das Gut in Niederschlesien übernahm.

## Werke
- Denkmäler mittelalterlicher Kunst in den Brandenburgischen Marken. 1836.
- Die Lage der Spinner und Weber im Schlesischen Gebirge und die Massregeln der preussischen Staatsregierung zur Verbesserung ihrer Lage, Berlin 1851.
- Der Dom von Drontheim und die mittelalterliche Kunst der skandinavischen Normannen; Alexander von Minutoli. Reimer Berlin, 1853.
- Vorbilder für Handwerker und Fabrikanten, 1854 und 1855.
- Museum Minutoli (Alexander von Minutoli, Hrsg.). 9 Bände. 1855 bis 1868 (dritte Auflage 1873).
- Abbildungen der alten Fotografien (Daguerreotypien) in der Reihenfolge der von Minutoli nummerierten Bildtafeln in: Minkels, Dorothea: Alexander von Minutoli, Daguerreotypist der familiären Kunst(gewerbe)-Sammlungen, Norderstedt 2021, S. 376–800 (Tafel 1 – Tafel 950).